# Ordem da Coroa da Tailândia

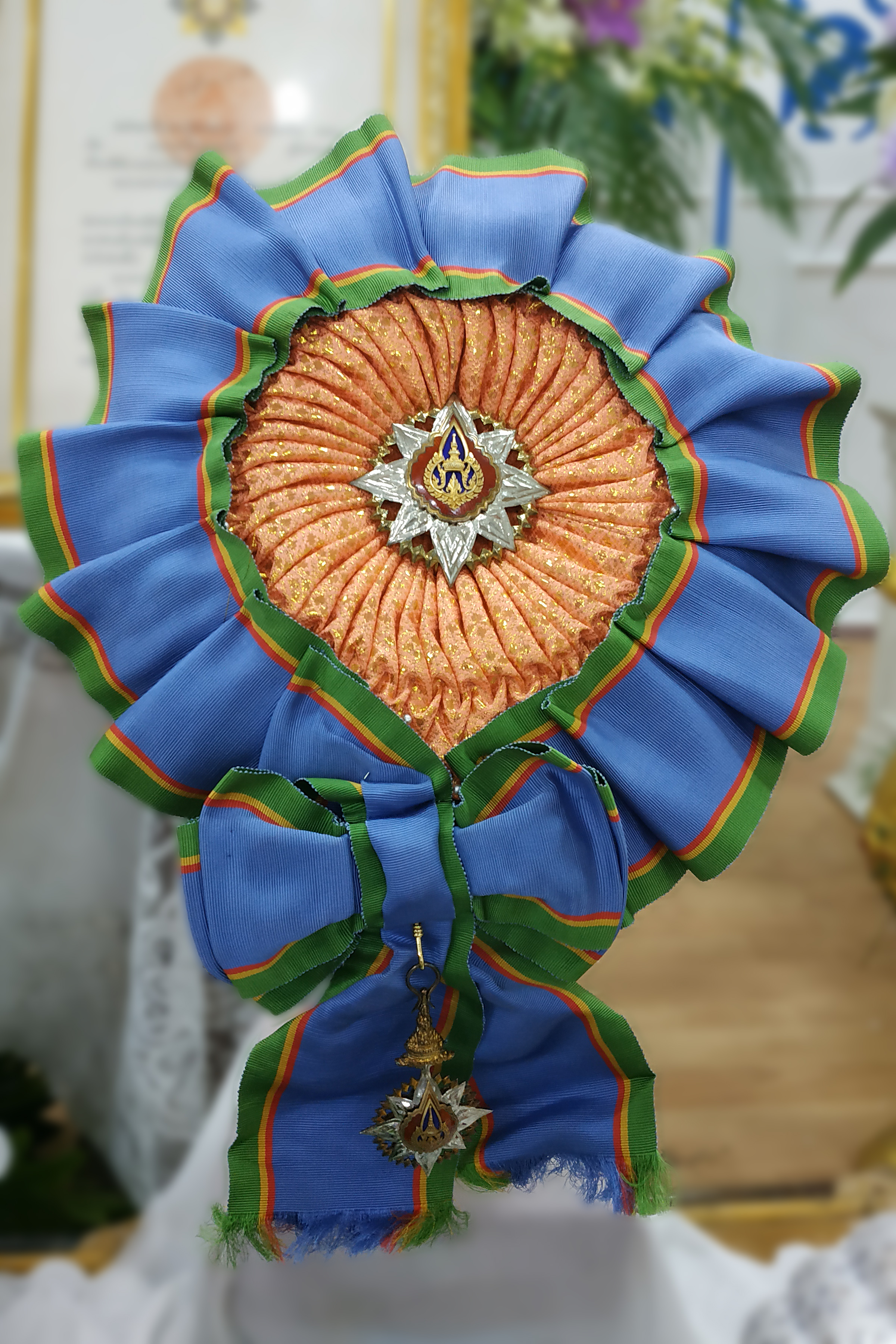
Cavaleiro Grã-Cruz da Ordem da Coroa da Tailândia

Ordem da Coroa da Tailândia é uma ordem honorífica da Tailândia, criada em 1869 pelo então rei do Sião Rama V. A ordem é concedida por decreto real, em oito classes.

## Classes da Ordem da Coroa da Tailândia
- Cavaleiro Grande Colar (Classe especial)

Tailandês: มหาวชิรมงกุฎ
Abreviatura: ม.ว.ม.
- Cavaleiro Grã-Cruz (1.ª classe)

Tailandês: ประถมาภรณ์มงกุฎไทย
Abreviatura: ป.ม.
- Cavaleiro Comandante (2.ª classe)

Tailandês: ทวีติยาภรณ์มงกุฎไทย
Abreviatura: ท.ม.
- Comandante (3.ª classe)

Tailandês: ตริตาภรมงกุฎไทย
Abreviatura: ต.ม.
- Companheiro (4.ª classe)

Tailandês: จัตุรถาภรณ์มงกุฎไทย
Abreviatura: จ.ม.
- Membro (5.ª classe)

Tailandês: เบญจมาภรณ์มงกุฎไทย
Abreviatura: บ.ม.
- Medalha de Ouro (6.ª classe)

Tailandês: เหรียญทองมงกุฎไทย
Abreviatura: ร.ท.ม.
- Medalha de Prata (7.ª classe)

Tailandês: เหรียญเงินมงกุฎไทย
Abreviatura: ร.ง.ม.

## Agraciados
- Michael E. Ryan
- Ian MacDougall
- Md Hashim Bin Hussein
- Min Aung Hlaing, Commander in Chief
- Kiyoshi Sumiya
- Francis B. Sayre[1]
- Tammy Duckworth[2]